# فرودگاه مگدن-۱۳
فرودگاه مگدن-۱۳ (به انگلیسی: Magadan-13 Airport) یک فرودگاه همگانی است که یک باند فرود بتن دارد و طول باند آن ۱۴۵۰ متر است. این فرودگاه در شهر  ماگادان کشور روسیه قرار دارد و در ارتفاع ۵۰ متری از سطح دریا واقع شده است.